# Microcyclops inarmatus
Microcyclops inarmatus – gatunek widłonoga z rodziny Cyclopidae. Nazwa naukowa tego gatunku skorupiaków została opublikowana w 2016 roku przez biologów Marthę Angélicę Gutiérrez-Aguirre i Adriána Cervantes-Martíneza.